# دانشنامه فرهنگ کره‌ای
دانشنامه فرهنگ کره‌ای (انگلیسی: Encyclopedia of Korean Culture'؛‏ کره‌ای: 한국민족문화대백과사전) دانشنامه‌ای به زبان کره‌ای است که توسط آکادمی مطالعات کره‌ای و بونگ‌بانگ مدیا سی‌او. منتشر شده است. این دانشنامه در ابتدا از سال ۱۹۹۱ تا ۲۰۰۱ به صورت کتاب‌های فیزیکی منتشر شد. اکنون یک نسخه آنلاین از این دانشنامه وجود دارد که همچنان در حال به‌روزرسانی است.